# رانيا مأمون
رانيا علي موسى مأمون (مواليد 1979)؛ هي صحفية وروائية وكاتبة سودانية . ولدت في مدينة ود مدني في شرق وسط السودان، تلقت تعليمها في جامعة الجزيرة . كصحفية لها نشاط بارز في وسائل الإعلام المطبوعة وظهور لافت على التلفزيون. تقوم بتحرير الصفحة الثقافية لمجلة الثقافي ، كما تقوم بالتحرير في جريدة الأضواء ، فضلا عن تقديمها لبرنامج ثقافي على قناة الجزيرة الحكومية .

## المؤهلات الأكاديمية
1- حصلت على دبلوم (وسيط) في تخصص علوم الحاسب الآلي من كلية الهندسة والتكنولوجيا بجامعة الجزيرة في عام (2000) .
2- كما حصلت على درجة البكالوريوس في تخصص تربية تقنية من كلية التربية بجامعة السودان للعلوم والتكنولوجيا في عام (2007) .

## أعمالها
- عملت كمحررة بمجلة الثقافي الفصلية التي تصدر عن الإدارة الثقافية بوزارة الثقافة والإعلام بولاية الجزيرة من(نوفمبر2004_ديسمبر2006).[3]
- كما عملت كاتبة عمود أسبوعي تحت عنوان(ذات بوح)صحيفة الأضواء بالملف الثقافي في الفترة من(2003- 2006) .[4]
- عملت معدّة ومقدمة برامج (متعاونة) مع إذاعة ودمدني من (2003_2006) .[5]
- وعملت أيصاً مقدمة برنامج (وادي السيلكون) بتلفزيون ولاية الجزيرة لموسم واحد في عام 2004.

## انجازاتها ونشاطاتها
- نشرت لها العديد من القصص والمقالات في الصحف والمجلات السودانية والعربية مثل : مجلة الآداب البيروتية ، مجلةالدوحة القطرية ، مجلة الإعلام والعصر الإماراتية ، مجلة رؤى الليبية ، مجلة رصيف (22) اللبنانية ، و صحيفة الأيام ، صحيفة الصحافة ، صحيفة الأضواء ، صحيفة الخبر ، صحيفة السوداني ، صحيفة الخرطوم ، صحيفة رأي الشعب ، مجلة الخرطوم الجديدة ، مجلة أوراق جديدة ، ومجلة الثقافي .
- ترجمت بعض قصصها إلى اللغة الانجليزية ، واللغة الفرنسية ، واللغة الكورية .[6]
- شاركت في ملتقى (الأدب والتاريخ) في إطار الصالون الدولي للكتاب في الجزائر في سبتمبر عام (2012) .
- وفي منتدى إنشيون الثالث لـأدب آسيا أفريقيا أمريكا اللاتينية في أبريل عام (2012) في كوريا الجنوبية .
- وفي مؤتمر (الكُتاب يواجهون الحرب الأهلية Writers facing the Civil War) في جامعة بروكسل الحرة في مارس عام (2012) في بلجيكا.
- ولها نشاط سياسي بارز في مجتمعها ، وهي من مؤسسي لجان مقاومة مدني في السودان.

## الجوائز والتحصيلات
1. حصلت رانيا مأمون على منحة من الصندوق العربي للفنون والثقافة في عام (2009)[7]، وفي السنة التالية تم اختيارها للمشاركة في الدورة الثانية من IPAF ندوى وهي ورشة سنوية للكتاب الشباب الناطقين باللغة العربية.
2. حصلت على منحة مؤسسة المورد الثقافي للمشاريع الإنتاجية (كتابة ونشر رواية) يناير (2010).[8]
3. كما حصلت على منحة مؤسسة المورد الثقافي لنشر كتاب (13 شهراً من إشراق الشمس) يناير (2009).
4. كما حصلت على جائزة القصة، المرتبة الأولى بفعاليات مراكز الشباب بوزارة الشباب والرياضة - ولاية الجزيرة سبتمبر (2008).[9]
5. حصلت على جائزة القصة بمهرجان الشباب القومي الأول - الخرطوم (2004).

## مؤلفاتها
- " الفلاش الأخضر " وهو اول روايتها وكان في عام (2006) .
- " وابن الشمس " وهو ثالث روايتها عام (2013).
- بالإضافة إلى مجموعة قصص قصيرة بعنوان " ثلاثة عشر شهرًا من شروق الشمس" ، ترجمتها إلى الإنجليزية إليزابيث جاكيت ونشرتها الفاصلة الصحافة في عام (2019).
- وظهرت العديد من قصصها في الترجمة الإنجليزية، بما في ذلك كتاب الخرطوم ( 2016) ، Banthology (2018) ،  وفي مجلة بانيبال .
- "متكأ على جدار الشمس" وهو نص طويل ترجم إلى اللغة الإنجليزية ضمن كتاب مشروع(هنا مركز العالم) الذي أقامه المعهد الهولندي للفنون في أنشيده بهولندا، وصدر الكتاب في 13 سبتمبر (2009) .
- كما لها كتاب اسمه شيء دائم الخضرة اسمه الحياة.
- وصدر لها أيضاً كتاب جديد تحت عنوان " إمرأة وحيدة تحت شجرة النيم " (2024) 

## روابط خارجية
- لقاء وقراءة مع رانيا مأمون https://youtu.be/kysZ3hgMXvM?feature=shared
- مقابلة مع رانيا مأمون https://www.youtube.com/watch?v=u1NiBJHmT_8
- كتب رانيا مأمون https://www.goodreads.com/author/list/7559105._